# العيدابي
مدينة العيدابي هي حاضرة ومركز محافظة العيدابي جنوب غرب السعودية.

## نبذة
اختلف في سبب التسمية، وقد ذكر «أحمد بن جابر الغزواني» في كتابه «واحة القمر» في سبب التسمية؛ حيث قال: «... وأما تسميتها بني الغازي (بلغازي) يذكر كبار السن في بني غازي (بلغازي) يذكرون عن آبائهم وأجدادهم أن مؤسس هذه القبائل اسمه (غازي) وقد يكون جدها الأقرب، وقد يكون أول من تسمى بهذا الاسم (غازي)، ورواية أخرى – وهي ما أجمع عليه الغالبية ممن تحدث معي – هي أن هذه القبائل كانت في العصور الجاهلية كثيرة الغزوات والغزو».
تعد العيدابي حاضرة قبيلة بلغازي، وقد ذكرها العقيلي في كتابة (المعجم الجغرافي لمنطقة جازان)، حيث قال: «العيدابي: بفتح العين وسكون الياء المثناة والتحتية ثم دال مهملة مفتوحة فألف يليها باء موحدة وآخرها ياء النسبة؛ قرية قريبة من طريق عيبان صبيا، من قرى بني الغازي.».

## الخدمات
تتميز العيدابي بموقعها لما تحتله من موقع سهل لوصول الخدمات الضرورية إليها وقد اتخذت مركزاً للمحافظة وافتتح فيها مركزاً إدارياً في عام 1423 هـ. تضم مجمعاً دراسياً للبنين ومدارس أخرى للبنين ومعهد صناعي ثانوي وفرع للكلية التقنية، وتم تأمين كل المستلزمات التعليمية ومجمعاً دراسياً للبنات لا زال تحت الإنشاء وعدة مدارس للبنات، وتضم مستشفى العيدابي العام، وتضم أيضاً مجموعة من الدوائر الحكومية منها مركز للشرطة وقسم مرور وإدارة للدفاع المدني ودائرة للنيابة العامة ومكتب للأحوال المدنية وكتابة عدل ومكتب للتعليم بنين وبنات وفرع خدمات المياه ومكتب خدمات مشتركي الكهرباء وبلدية محافظة العيدابي والمجلس البلدي والبريد السعودي وقسم لهيئة الامر بالمعروف والنهي عن المنكر وإدارة المساجد والدعوة والإرشاد وجمعية البر الخيرية بالمحافظة وجمعية تحفيظ القرآن الكريم وجمعية آفاق التنمية الأسرية.